# Potoci (Istočni Drvar)
Potoci (szerbül:  Потоци) falu és községközpont Bosznia-Hercegovinában, Bosanska krajina területén, Istočni Drvar községben, a Szerb Köztársaságban.

## Fekvése
Bosznia-Hercegovina nyugati részén, Banja Lukától légvonalban 63, közúton 97 km-re délnyugatra, a község nyugati részén fekszik. A község központi települése. Teljes területe a Klekovača-hegységben található, de területén folyók nem találhatók. Területén található a Szerb Köztársaság védett természeti értéke, a Lomi esőerdő, amely a köztársaság szigorúan védett természeti rezervátuma.

## Népessége
| Nemzetiségi csoport | Népesség 1991 | Népesség 2013 |
| ------------------- | ------------- | ------------- |
| Szerb               | 26            | 40            |
| Bosnyák             | 1             | 0             |
| Horvát              | 0             | 1             |
| Jugoszláv           | 0             | 0             |
| Egyéb               | 0             | 0             |
| Összesen            | 27            | 41            |

## Története

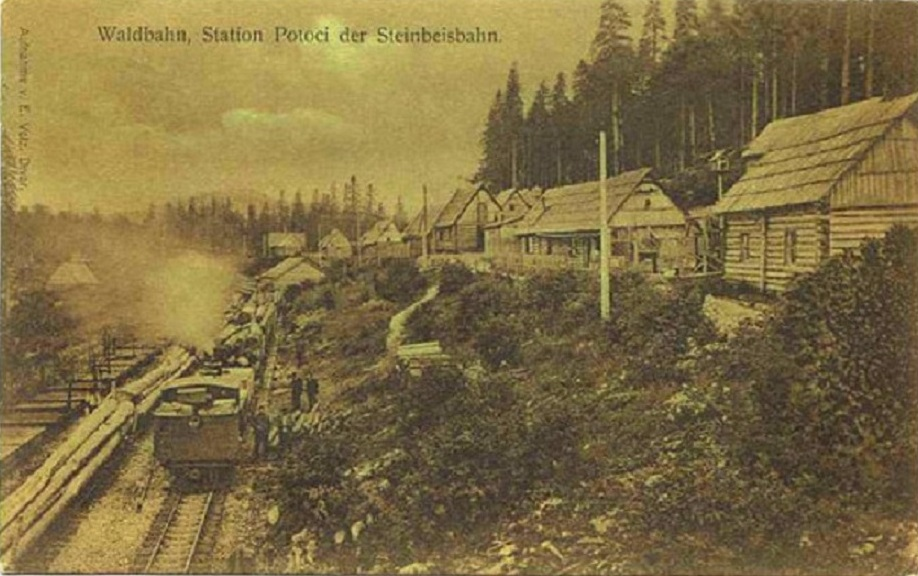
Potoci vasútállomása az Osztrák-Magyar Monarchia idején

Potoci település a 19. század végén, a 20. század elején jött létre vasúti csomópontként. Eredete az erdővagyon kiaknázásának kezdetéhez kapcsolódik, amelyet az akkori osztrák-magyar gazdasági vezetés indított el. Régen több mint 600 lakosa volt, jól rendezett infrastruktúrával, iskolával, postával, mentővel, vízhálózattal, üzletekkel, mozival.
1995 szeptemberében a Horvát Köztársaság Hadserege „Puma” egységének tagjai Potoci településen megöltek hat idős szerbet.
A daytoni békemegállapodás aláírása után az egykori Drvar község területét az entitások határvonala kettéosztotta. A Bosznia-Hercegovinai Föderációhoz tartozó rész Drvar község része maradt, a Szerb Köztársasághoz tartozó részből pedig Srpski Drvar községet alakították ki, mely később az Istočni Drvar nevet kapta.
A község területén az ipari fejlődés motorja az erdészet és a fafeldolgozó ipar. A község területén van bizonyos számú fűrésztelep, ahol a legtöbb helyi lakost, valamint a szomszédos települések bizonyos számú lakosságát foglalkoztatják. A község területén a Šuma Srpska egyik szervezeti egységeként működik a „Klekovača-Potoci” erdőgazdaság. A „Klekovača-Potoci” erdőgazdaság erdőket és erdőterületeket kezel az Istočni Drvar önkormányzat erdőterületén. A céget 1993-ban „Klekovača” Erdőgazdaság néven alapították, azóta a Šuma Srpska részeként működik.
Ezen kívül a lakosság kisebb arányban mezőgazdasággal és állattenyésztéssel foglalkozik.

## Fordítás
- Ez a szócikk részben vagy egészben  a(z)    Општина Источни Дрвар című szerb Wikipédia-szócikk ezen változatának fordításán alapul.  Az eredeti cikk szerkesztőit annak laptörténete sorolja fel. Ez a jelzés csupán a megfogalmazás eredetét és a szerzői jogokat jelzi, nem szolgál a cikkben szereplő információk forrásmegjelöléseként.